# Бутан на Летњим олимпијским играма 2016.
Бутан на Летњим олимпијским играма 2016. у Рио де Жанеиру учествује девети пут. На играма је Бутан други пут за редом имао два представника.
Заставу Бутана на свечаном отварању Олимпијских игара 2016. носила је Карма која се такмичи у стреличарству.
Спортисти Бутана на овим играма нису освојили ниједну медаљу, па је Бутан остао у групи земаља које нису освајале олимпијске медаље на свим олимпијским играма на којима су учествовале.

## Учесници по спортовима

### Стреличарство
Захваљујући специјалној позивници Бутан ће се такмичити у стреличарству на ЛОИ 2016. године.

#### Жене
| Стреличар | Дисциплина  | Пласман  | Пласман | Коло 64 так.                      | Коло 32 так.       | Коло 16 так        | Четвртфинале       | Полуфинале         | Финале             | Финале            |
| Стреличар | Дисциплина  | Резултат | Пласман | Противник Резултат                | Противник Резултат | Противник Резултат | Противник Резултат | Противник Резултат | Противник Резултат | Место             |
| --------- | ----------- | -------- | ------- | --------------------------------- | ------------------ | ------------------ | ------------------ | ------------------ | ------------------ | ----------------- |
| Карма     | Појединачно | 589      | 61      | Дашидорзиева (RUS) (4) · Пор. 3–7 | Није се пласирала  | Није се пласирала  | Није се пласирала  | Није се пласирала  | Није се пласирала  | Није се пласирала |

### Стрељаштво
Захваљујући специјалној позивници Бутан ће се такмичити у стрељаштву на ЛОИ 2016. године.

#### Жене
| Стрелац       | Дисциплина         | Квалификације | Квалификације | Финале            | Финале            | Пласман |
| Стрелац       | Дисциплина         | Резултат      | Пласман       | Резултат          | Укупно            | Пласман |
| ------------- | ------------------ | ------------- | ------------- | ----------------- | ----------------- | ------- |
| Кунзанг Ленчу | Ваздушна пушка 10м | 404,9         | 45            | Није се пласирала | Није се пласирала | 45/51   |